# Canoa Pesse

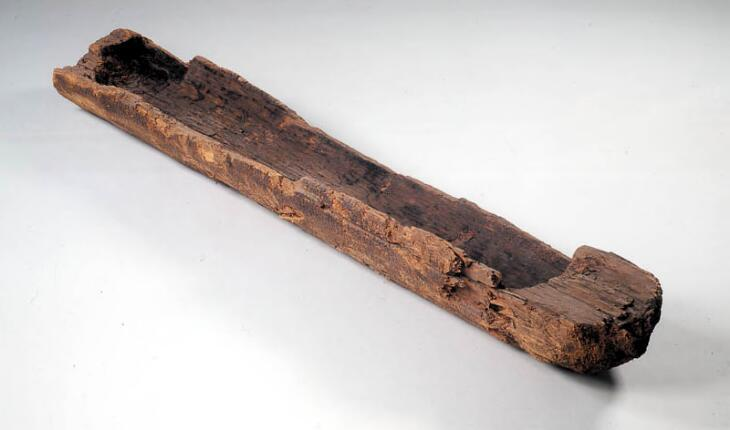
A canoa Pesse no Drents Museum

A canoa Pesse é considerada o barco mais antigo conhecido do mundo e, certamente, a canoa mais antiga conhecida. A datação por carbono indica que o barco foi construído durante o começo do período mesolítico, entre 8040 a.C e 7510 a.C.

## Descrição
O barco é uma canoa em formato de abrigo que mede 298 cm de comprimento e 44 cm de largura. Foi formado a partir de um único tronco de pinheiro silvestre. Marcas estão presentes na cavidade, possivelmente formadas por ferramentas de sílex ou chifre.

## História
O barco foi descoberto em 1955 durante a construção da autoestrada holandesa A28. A rota passa ao sul da vila de Pesse em Hoogeveen através do que era um pântano de turfa. Para construir o leito da estrada, a turfa precisou ser removida, e durante a escavação, um operador de guindaste se deparou com o que ele acreditava ser um tronco de árvore a 2 metros abaixo da superfície. O fazendeiro local Hendrik Wanders notou o tronco e o levou para uma inspeção. Ele deu o barco para a Universidade de Groningen, onde foi examinado e congelado para preservação. Mais tarde foi transferido para o Museu Drents, localizado perto do local da descoberta.

## Debate
Um especialista dinamarquês visitante questionou se um barco tão pequeno seria navegável. Em 2001, uma réplica de canoa foi construída pelo arqueólogo Jaap Beuker e remada com sucesso por um canoísta. Outros teorizaram que o achado poderia ser outro objeto, especialmente um alimentador de animais.